# Ольха сердцелистная
Ольха́ сердцели́стная (лат. Alnus subcordata) — вид цветковых растений рода Ольха (Alnus) семейства Берёзовые (Betulaceae).
Введена в культуру в Англии в 1838 году и в США в 1860 году.
Древесина красноватая, с прожилками, плотная, стойкая в воде, пригодна для столярных и токарных работ.

## Распространение и экология
В природе ареал вида охватывает Закавказье: Азербайджан и Иран.
Образует насаждения в смеси с лапиной или многими древесными породами по берегам рек и ручьёв на богатых аллювиальных почвах с проточными водами в нижнем и среднем горном поясе.
Светолюбивое растение, мезотерм и гигрофит. Эдификатор лесов по долинам рек.

## Ботаническое описание
Дерево до 30—35 м высотой. Растёт быстро и в возрасте сорока лет достигает 20—28 м высотой и 50—52 см в диаметре, а в 50 лет — соответственно 32 м и 90 см. Доживает до 100—120 лет. В старости поражается гнилью. Ветви оливково- или красно-бурые, с тонкими, светлыми чечевичками; молодые — опушённые.
Почки опушённые, яйцевидные, тупые. Листья слегка клейкие, от округлых до продолговато-яйцевидных, с сердцевидным или округлённым основанием, длиной 7—16 см, шириной 4,5—11 см, острые или заострённые, изредка на верхушке закруглённые, по краю с почти равными зубцами, мелкопильчатые, сверху голые, тёмно-зелёные, на черешках длиной 1—3 см.
Тычиночные серёжки собраны по 3—5 в конечную кисть. Пестичные серёжки пазушные, одиночные или парные, редко по нескольку вместе, овально-эллиптические, длиной 2,5 см, диаметром 1,3 см.
Плоды — широко-овальные орешки с очень узким крылом.

## Таксономия
Вид Ольха сердцелистная входит в род Ольха (Alnus) подсемейства Берёзовые (Betuloideae) семейства Берёзовые (Betulaceae) порядка Букоцветные (Fagales).
|  |                                      |  |                                                             |                                                             |                     |  | ещё 7 семейств (согласно Системе APG II) | ещё 7 семейств (согласно Системе APG II)                   |                                                            |  |  |  | ещё 1—2 рода       | ещё 1—2 рода            |  |  |
|  |                                      |  |                                                             |                                                             |                     |  | ещё 7 семейств (согласно Системе APG II) | ещё 7 семейств (согласно Системе APG II)                   |                                                            |  |  |  | ещё 1—2 рода       | ещё 1—2 рода            |  |  |
|  |                                      |  |                                                             | порядок Букоцветные                                         |                     |  |                                          |                                                            | подсемейство Берёзовые                                     |  |  |  |                    | вид Ольха сердцелистная |  |  |
|  |                                      |  |                                                             | порядок Букоцветные                                         |                     |  |                                          |                                                            | подсемейство Берёзовые                                     |  |  |  |                    | вид Ольха сердцелистная |  |  |
|  | отдел Цветковые, или Покрытосеменные |  |                                                             |                                                             | семейство Берёзовые |  |                                          |                                                            | род Ольха                                                  |  |  |  |                    |                         |  |  |
|  | отдел Цветковые, или Покрытосеменные |  |                                                             |                                                             |                     |  |                                          |                                                            |                                                            |  |  |  |                    |                         |  |  |
|  |                                      |  | ещё 44 порядка цветковых растений (согласно Системе APG II) | ещё 44 порядка цветковых растений (согласно Системе APG II) |                     |  |                                          | ещё одно подсемейство, Лещиновые (согласно Системе APG II) | ещё одно подсемейство, Лещиновые (согласно Системе APG II) |  |  |  | ещё около 45 видов |                         |  |  |
|  |                                      |  |                                                             | ещё 44 порядка цветковых растений (согласно Системе APG II) |                     |  |                                          |                                                            | ещё одно подсемейство, Лещиновые (согласно Системе APG II) |  |  |  |                    |                         |  |  |